# Jagnięcy Upłaz

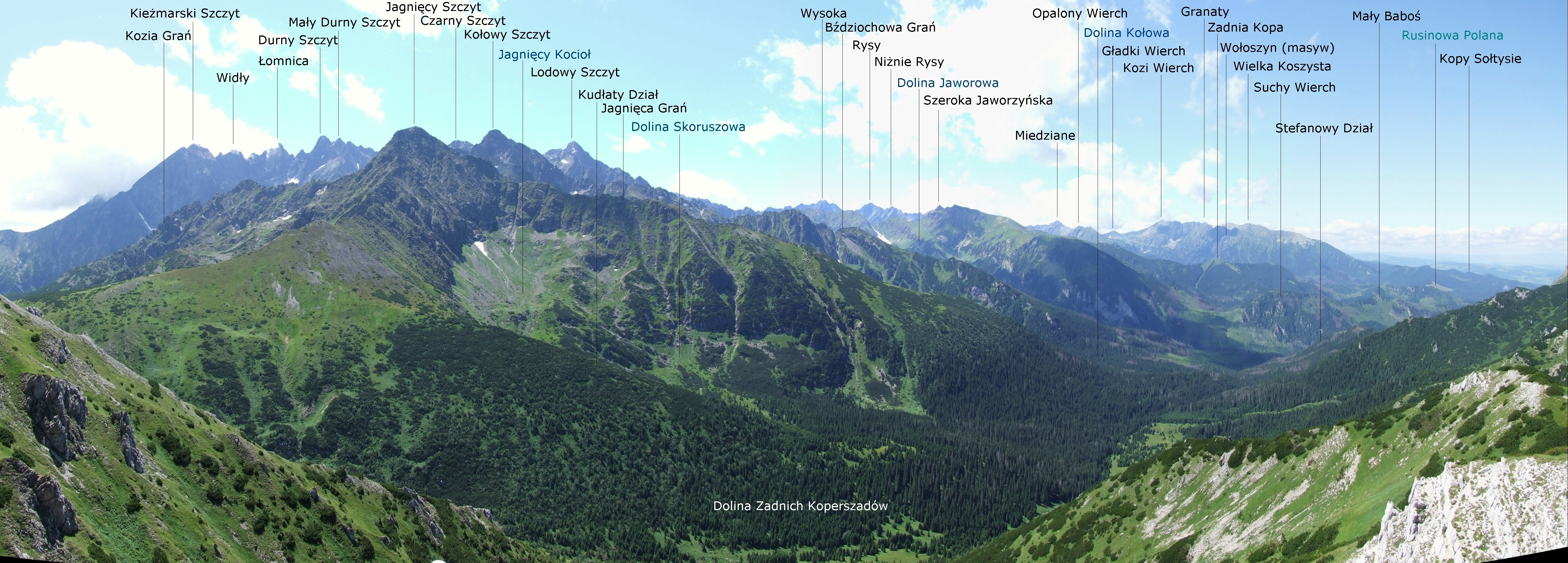
Jagnięcy Upłaz (zarośnięty kosówką) w dolnej części Jagnięcej Grani

Jagnięcy Upłaz (słow. Jahňací úplaz) – położony na wysokości ok. 1700–1750 m lekko pochyły upłaz na Jagnięcej Grani w słowackich Tatrach Wysokich. Jest to obszerne zbocze na grzbiecie tej grani, powyżej Skoruszowego Działu, a poniżej Skoruszowej Czubki w masywie Skoruszowej Kopy.
Jagnięcy Upłaz jest położony pomiędzy trzema dolinami: Doliną Kołową na południowym zachodzie, Doliną Zadnich Koperszadów na północy i Doliną Skoruszową na wschodzie. Na środku upłazu znajdują się duże bloki białego wapienia.
Dawniej Jagnięcy Upłaz należał do dóbr jaworzyńskich i był wypasany. Należał do Hali Jagnięcej, zwanej także Jagnięcem. Od niej właśnie wzięły się nazwy Jagnięcej Grani i Jagnięcego Szczytu. Po utworzeniu parku narodowego pasterstwo zostało zniesione i Jagnięcy Upłaz stopniowo zarasta kosodrzewiną. Nie prowadzi przez niego żaden szlak turystyczny. Najdogodniejsze drogi wiodą na Jagnięcy Upłaz znad Kołowego Stawu na południowym zachodzie oraz ze Skoruszowej Krzyżówki w miejscu, w którym od Doliny Zadnich Koperszadów odgałęzia się Dolina Skoruszowa. Zimą możliwe jest dotarcie tu nartami z Doliny Kołowej.